# Euseius finlandicus
Euseius finlandicus är en spindeldjursart som först beskrevs av Oudemans 1915.  Euseius finlandicus ingår i släktet Euseius och familjen Phytoseiidae. Inga underarter finns listade i Catalogue of Life.